# John Boswell
John Eastburn Boswell (* 20. März 1947 in Boston, Massachusetts; † 24. Dezember 1994 in New Haven, Connecticut) war ein US-amerikanischer Historiker, der sich mit dem christlichen Mittelalter und dem maurischen Spanien befasste. Seine Bücher gelten als Grundlagenwerke der Gay and Lesbian Studies.

## Leben
Boswell absolvierte sein Studium an der Harvard-Universität, wurde Geschichtsprofessor an der Yale-Universität und half dort 1987, das Lesbian and Gay Studies Center aufzubauen. Zwischen 1990 und 1992 war er Vorsitzender des History Department von Yale. Er starb im Alter von 47 Jahren an den Folgen von AIDS.

## Werk
Die produktive Spannung in Boswells Werk verdankt sich der Tatsache, dass er nach einem Weg suchte, sein Bekenntnis zum Katholizismus mit seinem durch den Stonewall-Aufstand politisierten Schwulsein zu vereinbaren. Zeitlebens sah er seine zentrale intellektuelle Aufgabe darin, „die verbreitete Vorstellung zurückzuweisen, dass religiöser Glaube – der christliche oder ein anderer – die Ursache von Intoleranz gegenüber schwulen Männern gewesen ist“.
In seinem Hauptwerk von 1980, Christianity, Social Tolerance, and Homosexuality – für das er 1981 den American Book Award und den Gay Book Award verliehen bekam –, versucht er seine These an einem umfassenden Quellenkorpus zu belegen. Er kommt zu dem Schluss, dass sich der entscheidende Umbruch hin zu einer erbitterten Feindschaft gegen homosexuelle Männer erst im 12. Jahrhundert ereignet habe, als überall in Europa die Todesstrafe für mann-männlichen Verkehr eingeführt wurde. Für ihn steht dieser Umbruch im Kontext eines neuen Verständnisses von Natur als leerem Abstraktum, der Expansion staatlicher Verwaltung, der Volkspogrome gegen Juden und der Kreuzzugsbewegung gegen den Islam. Dem stellt er zahlreiche Quellen aus den ersten elf Jahrhunderten des Christentums gegenüber, die entweder eine relative Sorglosigkeit gegenüber dem Thema Homosexualität demonstrieren oder sogar im Sinne einer Zelebrierung gleichgeschlechtlicher Liebe zwischen Männern verstanden werden können.
Boswell ist damit einer der ersten schwulen Historiker, die aus der bis dahin üblichen Konstruktion einer geschlossenen Repressionsgeschichte ausbrechen. Allerdings rief sein Werk auch zahlreiche Kritiker auf den Plan. Während ihm die einen vorwarfen, die Feindschaft des traditionellen Christentums gegenüber Homosexualität heruntergespielt und Quellen, die eine neutrale oder positive Einstellung ausdrücken, überbewertet zu haben, stellten die anderen seine überzeitliche Verwendung des Terminus Gay in Frage, der erst Ende der 60er Jahre von der Schwulenbewegung geprägt worden war.
In der sich daraufhin entwickelnden Debatte zwischen Konstruktivisten und Essentialisten versuchte Boswell mit seinem Aufsatz Revolutions, Universals, and Sexual Categories (1982), eine vermittelnde Position einzunehmen. Der Streit ist jedoch bis heute nicht beigelegt. Essentialisten gehen nach wie vor davon aus, dass es schon immer eine schwule Minderheit gegeben habe und sich ihre Geschichte am adäquatesten in Begriffen von Toleranz und Verfolgung beschreiben ließe. Demgegenüber betonen Konstruktivisten den Unterschied zwischen vormodernen Konzepten von Freundesliebe und „Sodomie“ auf der einen Seite und dem modernen Konzept einer homosexuellen Identität auf der anderen.

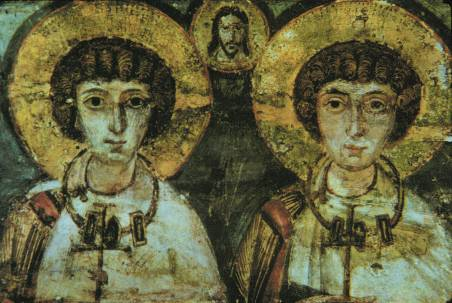
St. Sergius und St. Bacchus (7. Jh.)

Obwohl Boswell aufgrund der Formulierungen in seinem Buch von 1980 allgemein als Essentialist eingestuft wird, berührte diese Auseinandersetzung sein eigentliches Erkenntnisinteresse nur am Rande. In seinem zweiten Hauptwerk Same-Sex Unions in Premodern Europe, das er 1994 kurz vor seinem Tod herausbrachte, wandte er sich stattdessen noch einmal seiner alten These zu, dass die katholische Kirche gleichgeschlechtlichen Beziehungen nicht immer feindselig gegenübergestanden hätte. Als Beleg diente ihm diesmal der auch ins Lateinische übersetzte Ritus der Adelphopoiesis (griech. „Brüdermachen“), mit dem die orthodoxe Kirche die Liebe zweier Männer segnete und sie nach dem Vorbild männlicher Heiligenpaare wie Sergius und Bacchus für immer aneinanderband. Boswell verstand diese Institution als eine Art christlichen Vorläufer der gleichgeschlechtlichen Ehe, wie sie heute von fast allen Konfessionen mit großer Vehemenz bekämpft wird. Damit löste er eine breite Kontroverse über Bedeutung und Stellenwert der bis dahin kaum wahrgenommenen Schwurbruderschaften aus, die – für einen Mediävisten eher ungewöhnlich – sofort auch politische Kreise zog.
Darüber hinaus versuchte Boswell auch, das vorherrschende Bild vom angeblich homophoben Islam zu korrigieren, indem er darauf hinwies, welche herausragende Rolle die gleichgeschlechtliche Liebe in der arabischen Welt zur Zeit der maurischen Herrschaft in Spanien nicht nur für die säkulare, sondern insbesondere auch für die religiöse Dichtung spielte.

## Kritik
1986 publizierte der damals ebenfalls an der Yale University tätige Richard B. Hays den Artikel Relations Natural and Unnatural: A Response to John Boswell’s Exegesis of Romans I, in dem er John Boswells Auslegung von Römer 1 als Musterbeispiel von Eisegese bezeichnet und Boswells historische Rekonstruktion in Frage stellt. Boswell hat auf den Artikel nichts erwidert und soll sich geweigert haben, Hays danach auch nur zu grüßen.

## Schriften
- Royal Treasure: Muslim Communities Under the Crown of Aragon in the Fourteenth Century (1977) – libro.uca.edu
- Christianity, Social Tolerance, and Homosexuality (1980)
- Rediscovering Gay History: Archetypes of Gay Love in Christian History (1982)
- The Kindness of Strangers: The Abandonment of Children in Western Europe from Late Antiquity to the Renaissance (1989)
- Homosexuality in the Priesthood and the Religious Life (1991, Ko-Autor)
- Forms of Desire: Sexual Orientation and the Social Constructionist Controversy (1992)
- The Marriage of Likeness: Same-Sex Union in Premodern Europe (1994)
- Christianity, Social Tolerance, and Homosexuality: Gay People in Western Europe from the Beginning of the Christian Era to the Fourteenth Century. Chicago / London 1980, ISBN 0-226-06711-4.
- Revolutions, Universals, and Sexual Categories. In: Martin Duberman, Martha Vicinus, George Chauncey, Jr. (Hrsg.): Hidden from History: Reclaiming the Gay & Lesbian Past. New York 1989, ISBN 0-452-01067-5 (Erstabdruck 1982).
- Same-Sex-Unions in Premodern Europe. New York 1994, ISBN 0-679-75164-5.